# Andries van Wezel
Andries Salomon van Wezel (Amsterdam, 25 maart 1856 - 1 juli 1921) was een Nederlandse diamantbewerker, kunstverzamelaar en filantroop.
Van Wezel werd geboren in een arm Joods gezin in de Amsterdamse Rapenburg-buurt. Door het volgen van de opleiding tot diamantbewerker klom hij op in het maatschappelijke milieu. Zijn kennismaking met het opkomende socialisme bracht hem eind 19e eeuw in de kringen van den SDAP en van de vakbond Algemene Nederlandse Diamantbewerkersbond.
Later ontwikkelde hij een gepassioneerde belangstelling voor de beeldende kunst. Hij verzamelde voornamelijk eigentijdse kunst, zoals die van de Tachtigers. Als bekwame kunstverzamelaar ontwikkelde hij zich tot een gefortuneerde liefhebber. 
Bij zijn overlijden in 1921 vermaakte hij zijn gehele collectie aan het Rijksmuseum Amsterdam. Een groot deel van zijn fortuin besteedde Van Wezel als een filantropische schenking voor de wederopbouw na de Eerste Wereldoorlog van het Noord-Franse dorpje Les Eparges, departement Meuse. De Van Wezels voelden zich verbonden met dit plaatsje, omdat daar in een vuurgevecht op 16 oktober 1915 Paul Dreyfuss, zoon van een bevriende diamantair, was gesneuveld.